# Manuel Soeiro
Manuel Soeiro Esteves Vasques (Barreiro, Barreiro, 17 de março, 1909 - fevereiro, 1977) foi um antigo futebolista de Portugal.

## Títulos

### Sporting
- Vencedor do Campeonato de Lisboa : 1933/34, 1934/35, 1935/36, 1936/37, 1937/38, 1938/39, 1940/41, 1941/42, 1942/43
- Melhor marcador do Campeonato de Portugal : 1934/35 (14 golos), 1936/37 (24 golos)
- Vencedor do Campeonato de Portugal : 1940/41
- Vencedor da Taça de Portugal : 1940/41